# Donal Ormonde
Donal Ormonde (* 21. Januar 1943 im County Waterford) ist ein früherer irischer Politiker der Fianna Fáil. Er war von 1982 bis 1987 Teachta Dála (Abgeordneter) im Dáil Éireann und von 1989 bis 1993 Mitglied im Seanad Éireann.

## Leben
Ormonde ist der Sohn des Politikers und Ministers John Ormonde. Er war als Radiologe tätig. Bei der Wahl im Februar 1982 konnte er im Wahlkreis Waterford noch keinen Sitz erringen. Erst bei der folgenden Wahl im November 1982 war er dann erfolgreich. Den Sitz verlor er gleich wieder in der Wahl 1987. 1989 wurde er von Taoiseach Charles J. Haughey für den Seanad nominiert.